# Ike Landvoigt
Ike Landvoigt (Potsdam, RDA, 19 de septiembre de 1973) es un deportista alemán que compitió en remo. Ganó dos medallas en el Campeonato Mundial de Remo, en los años 1995 y 1998, ambas en la prueba de ocho con timonel.

## Palmarés internacional
| Campeonato Mundial | Campeonato Mundial  | Campeonato Mundial | Campeonato Mundial |
| Año                | Lugar               | Medalla            | Prueba             |
| ------------------ | ------------------- | ------------------ | ------------------ |
| 1995               | Tampere (Finlandia) | Medalla de oro     | Ocho con timonel   |
| 1998               | Colonia (Alemania)  | Medalla de plata   | Ocho con timonel   |